# Азотемія
Азотемі́я — надмірна концентрація в крові людини і тварин продуктів білкового обміну, що містять азот, один з важливих симптомів ниркової недостатності. Нерідко азотемію розглядають як симптом.
На початкових стадіях азотемія не проявляється, першими проявами можуть бути пронос, свербіж, млявість, блювання, нервозність, судоми, головний біль. При повній відсутності лікування можлива смерть хворого.
Існує декілька видів азотемії:
- Позаниркова, виникає при поганому кровообігу, а нирки при цьому можуть бути абсолютно здорові.
- Обтураційна — виникає при закупорці сечових шляхів.
- Продукційна — зумовлена неприродним розпадом тканинних білків у всьому організмі (наприклад, це може бути пов'язано з опіками, запаленням)
- Ниркова — коли повністю порушена видільна функція нирок.
- Ретенційна — тільки часткове виділення азотовмістних речовин із сечею, це може бути викликано не тільки хворобою нирок, але й порушенням кровообігу.